# 남양초등학교 (전북)
남양초등학교는 대한민국 전북특별자치도 김제시에 있는 공립 초등학교이다.

## 학교 연혁
- 1963. 03. 25	황산초등학교 남양분교 설립인가
- 1965. 09. 02	남양국민학교 개교(4학급)
- 1985. 03. 04	남양국민학교 병설유치원 개원(1학급)
- 1991. 03. 01	남양국민학교 특수학급 개설(1학급)
- 2013. 03. 01	남양국민학교 특수학급 개설(1학급)
- 2013. 09. 24	화장실 증축(2층)
- 2014. 02. 13	제47회 1명 졸업 (졸업생 2,115명)
- 2014. 03. 01	초등 4학급, 병설유치원 1학급 편성
- 2014. 03. 01	제15대 장현일 교장선생님 부임

## 참고 자료
- 남양초등학교 - 한국교육학술정보원 학교알리미